# Интеркосмос-5
Интерко́смос-5 (ИК-5, ДС-У2-ИК-2, «ДС-У2-ИК» № 2) — советский научно-исследовательский спутник серии космических аппаратов «Интеркосмос» типа «ДС-У2», запущенный для изучение радиационной обстановки в околоземном пространстве и стал продолжением научных экспериментов, начатых на космическом аппарате «Интеркосмос-3».

## История создания
В декабре 1959 года создается Межведомственный научно-технический совет по космическим исследованиям при Академии Наук СССР во главе с академиком М. В. Келдышем, на который возлагается разработка тематических планов по созданию космических аппаратов, выдача основных тематических заданий, научно-техническая координация работ по исследованию и освоению верхних слоев атмосферы и космического пространства, подготовка вопросов организации международного сотрудничества в космических исследованиях.
Членом Президиума Межведомственного научно-технического совета по космическим исследованиям утверждается М. К. Янгель. В области прикладных задач проведения подобных работ было поручено НИИ-4 Министерства обороны СССР.
В 1963 году было принято решение о создании унифицированной спутниковой платформы ДС-У, на базе которой будут строиться аппараты для выполнения научных и прикладных исследований. Было разработано три модификации платформы
- ДС-У1 — неориентированный в пространстве космический аппарат с химическими источниками энергии;
- ДС-У2 — неориентированный в пространстве космический аппарат с солнечными батареями, в качестве источника энергии;
- ДС-У3 — ориентированный на Солнце космический аппарат с солнечными батареями, в качестве источника энергии.

На базе модификаций платформы ДС-У строились исследовательские спутники различного типа и комплектаций, в том числе по программе «Интеркосмос».

## Конструкция

### Платформа
«Интеркосмос-5» был вторым аппаратом, построенным на платформе ДС-У2 по программе «Интеркосмос» и получил заводское обозначение ДС-У2-ИК-2. В состав платформы входили унифицированный для всех спутников герметичный серии корпус длиной 1.4 и диаметром 0.8 метра, состоящий из центральной цилиндрической части и двух полусферических днищ, разделенный на три отсека. В центральном отсеке находилось одинаковое для всех аппаратов серии обеспечивающее оборудовние, в заднем днище — отсек систем энергопитания, переднее днище предназначлось для установки полезной нагрузки, на «Интеркосмосе-3» это была научная аппаратура для проведения научных экспериментов, созданная в СССР и ЧССР.

### Система энергоснабжения
Источником энергии для спутника служили установленные на корпусе и на четырёх раскрывающихся панелях солнечные батареи общей площадью 5м² и буферные серебряно-цинковые акуумуляторы. Среднесуточная мощность, выделяемая всем системам спутникам - 26 Ватт, на научную аппаратуру - 10 Ватт.

### Бортовой аппаратный комплекс
Бортовой аппаратный комплекс космического аппарата типа «ДС-У2-Д» предназначается для командно-информационного, энергетического, климатического и сервисного обеспечения функционирования аппаратуры целевого назначения космического аппарата.
В состав радиотехнического комплекса входит:
- «БРКЛ-Б» — аппаратура командной радиолинии связи, представляет собой узкополосный приемник-дешифратор переданных с Земли сигналов для преобразования их в команды немедленного исполнения;
- «Краб» — аппаратура радиоконтроля орбиты и телесигнализации представляет собой передатчик высокостабильного двухчастотного когерентного сигнала излучения, который используется наземной станцией для определения орбитальной скорости космического аппарата, а также для передачи информации с датчиков телеметрии;
- «Трал-П2» — аппаратура телеконтроля с запоминающим устройством «ЗУ-2С».

### Полезная нагрузка
Научный аппаратный комплекс космического аппарата «Интеркосмос-5» включал в себя:
- «АНЧ-1» — анализатор низких частот;
- «УКВ-4М» — передатчик, предназначенный для трансляции нестационарных электрических сигналов;
- «ПГ-1» — комплекс аппаратуры для изучения потоков заряженных частиц;

## Программа полёта КА «Интеркосмос-5»

### Запуск
Космический аппарат «Интеркосмос-5» был запущен 2 декабря 1971 года ракета-носителем «Космос-2» с 4-й пусковой установки стартовой площадки № 86 космодрома Капустин Яр.. Спутник проработал на орбите до 7 апреля 1972 года.

### Цели запуска
На космическом аппарате были продолжены научные эксперименты начатые на космических аппаратах серии «ДС-У2-ИК-1» в 1970 году.
Основным назначением спутника было:
- изучение радиационной обстановки в околоземном пространстве;
- исследование влияния солнечной активности на динамические процессы в радиационных поясах Земли;
- исследование природы и спектра низкочастотных электромагнитных колебаний в верхней ионосфере.

Заказчиком и постановщиком данного научного эксперимента были Институт космических исследование АН СССР (ныне — ИКИ РАН) и ряд научных организаций ЧССР В наземных наблюдениях по программе эксперимента участвовали научные организации Франции и Новой Зеландии.

### Результаты эксперимента
В результате исследований в области квазизахвата под радиационными поясами и на внутренней границе радиационных поясов, выполненных как в спокойные геомагнитные периоды, так и во время магнитных бурь, сделаны выводы:
- квазизахватные протоны в спокойные периоды не наблюдались;
- во время магнитных возмущений значительно возрастают потоки квазизахваченных электронов и появляются потоки высыпающихся электронов;
- потоки квазизахваченных и высыпающихся протонов наблюдались только во время магнитных бурь. Высыпание протонов происходит за пределами плазмосферы на ночной стороне Земли.

Изучение потоков заряженных частиц по данным вышеуказанных космических аппаратов позволило получить дополнительные сведения о структуре радиационных поясов в спокойное геомагнитное время, проследить динамику заряженных частиц в магнитовозмущенное время и на основе данных о низкочастотном электромагнитном излучении предложить возможные механизмы потерь заряженных частиц в радиационных поясах.
Экспериментально обнаружено, что уход электронов из ионосферы происходит в результате циклотронного резонанса частиц и низкочастотных шумов.